# Comuna Poienarii de Argeș, Argeș
Poienarii de Argeș (în trecut, Alimănești-Poenari și Poenari) este o comună în județul Argeș, Muntenia, România, formată din satele Ceaurești, Ioanicești, Poienari (reședința) și Tomulești.

## Așezare
Comuna se află la marginea vestică a județului, la limita cu județul Vâlcea, pe malurile Topologului. Este străbătută de șoseaua județeană DJ678A, care o leagă spre nord de Ciofrângeni (unde se intersectează cu DN73C), Tigveni, Cepari și Șuici, spre sud de Morărești, și spre sud-vest în județul Vâlcea la Milcoiu (unde se intersectează cu DN7), Nicolae Bălcescu și Galicea. Din acest drum, lângă Ceaurești se ramifică șoseaua județeană DJ704F, care duce spre est la Băiculești (unde se termină în DN7C).

## Demografie
Componența etnică a comunei Poienarii de Argeș
     Români (95,67%)
     Alte etnii (0%)
     Necunoscută (4,33%)
Componența confesională a comunei Poienarii de Argeș
     Ortodocși (94,26%)
     Alte religii (1,19%)
     Necunoscută (4,55%)
Conform recensământului efectuat în 2021, populația comunei Poienarii de Argeș se ridică la 923 de locuitori, în scădere față de recensământul anterior din 2011, când fuseseră înregistrați 1.117 locuitori. Majoritatea locuitorilor sunt români (95,67%), iar pentru 4,33% nu se cunoaște apartenența etnică. Din punct de vedere confesional, majoritatea locuitorilor sunt ortodocși (94,26%), iar pentru 4,55% nu se cunoaște apartenența confesională.

## Politică și administrație
Comuna Poienarii de Argeș este administrată de un primar și un consiliu local compus din 9 consilieri. Primarul, Cornel-Constantin Panțeru[*], de la Partidul Național Liberal, este în funcție din 1 noiembrie 2024. Începând cu alegerile locale din 2024, consiliul local are următoarea componență pe partide politice:
|  | Partid                    | Consilieri | Componența Consiliului | Componența Consiliului | Componența Consiliului | Componența Consiliului | Componența Consiliului |
|  | ------------------------- | ---------- | ---------------------- | ---------------------- | ---------------------- | ---------------------- | ---------------------- |
|  | Partidul Național Liberal | 5          |                        |                        |                        |                        |                        |
|  | Partidul Social Democrat  | 3          |                        |                        |                        |                        |                        |
|  | Uniunea Salvați România   | 1          |                        |                        |                        |                        |                        |

## Istorie
La sfârșitul secolului al XIX-lea, comuna purta denumirea de Alimănești-Poenari, făcea parte din plasa Topologul a județului Argeș și era formată din satele Ceaurești, Găbrieni, Ionești, Poenari și Tomulești, având în total 1239 de locuitori. În comună funcționau patru biserici și două școli primare rurale. Anuarul Socec din 1925 o consemnează cu denumirea de Poenari, având 1673 de locuitori în satele Ceaurești, Ionicești și Poenari.
În 1950, comuna a fost transferată raionului Curtea de Argeș din regiunea Argeș. În 1968, a revenit la județul Argeș, reînființat; pentru a fi însă deosebită de o altă comună cu același nume, provenită din fostul raion Muscel al vechii regiuni, ea a primit atunci denumirea de Poienarii de Argeș.

## Monumente istorice

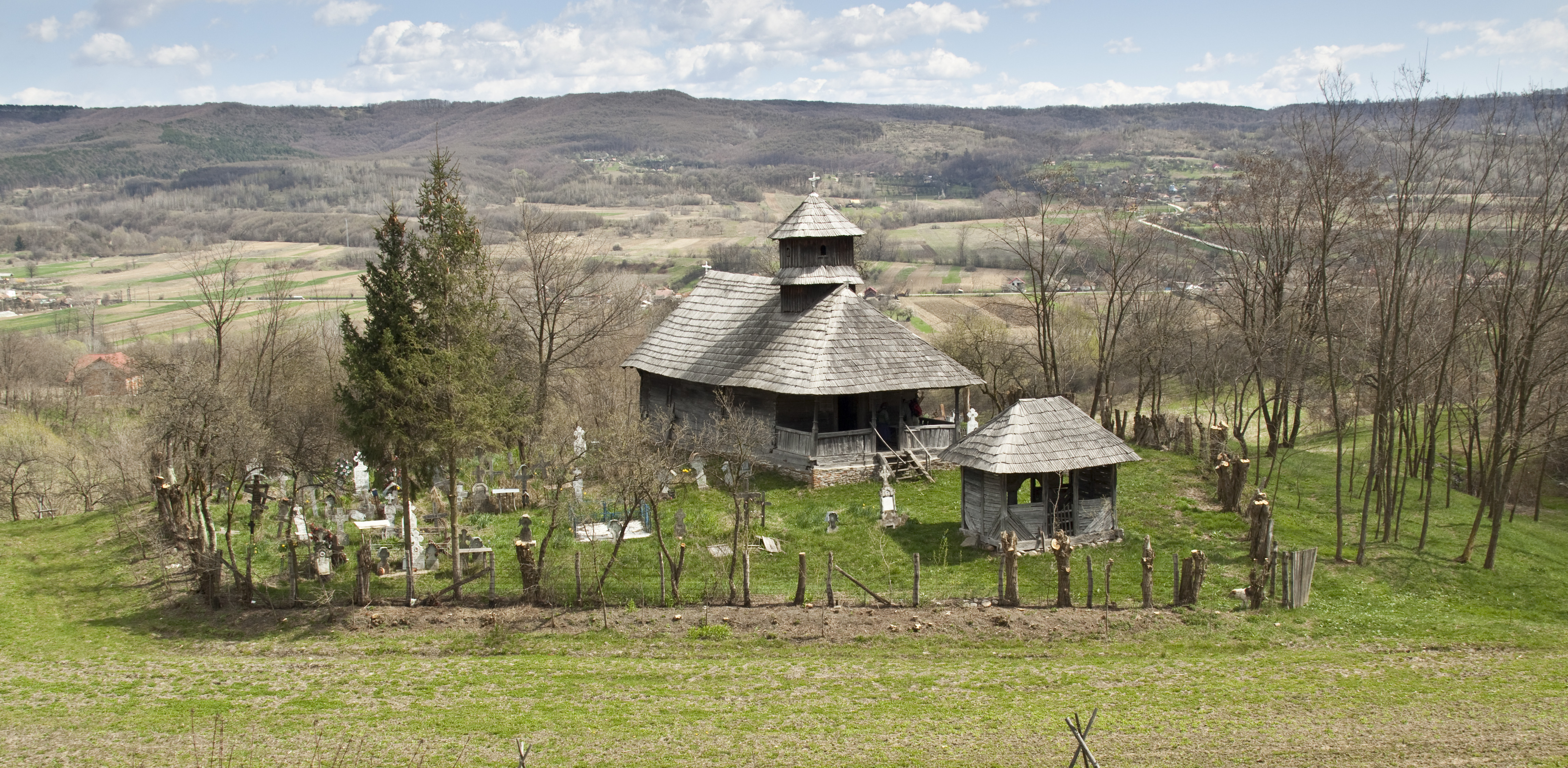
Biserica de lemn „Sfinții Voievozi”-Gabrieni din satul Ioanicești, monument istoric

În comuna Poienarii de Argeș se află biserica de lemn „Sfinții Voievozi”-Gabrieni, monument istoric de arhitectură de interes național, datând de la 1849.
În rest, alte două obiective din comună sunt incluse în lista monumentelor istorice din județul Argeș ca monumente de interes local, ambele clasificate ca monumente de arhitectură: biserica „Sfântul Dumitru” (1801) din Ceaurești; și biserica cu hramurile „Sfântul Nicolae” și „Înălțarea Domnului” (1874).